# Laleli (Fatih)

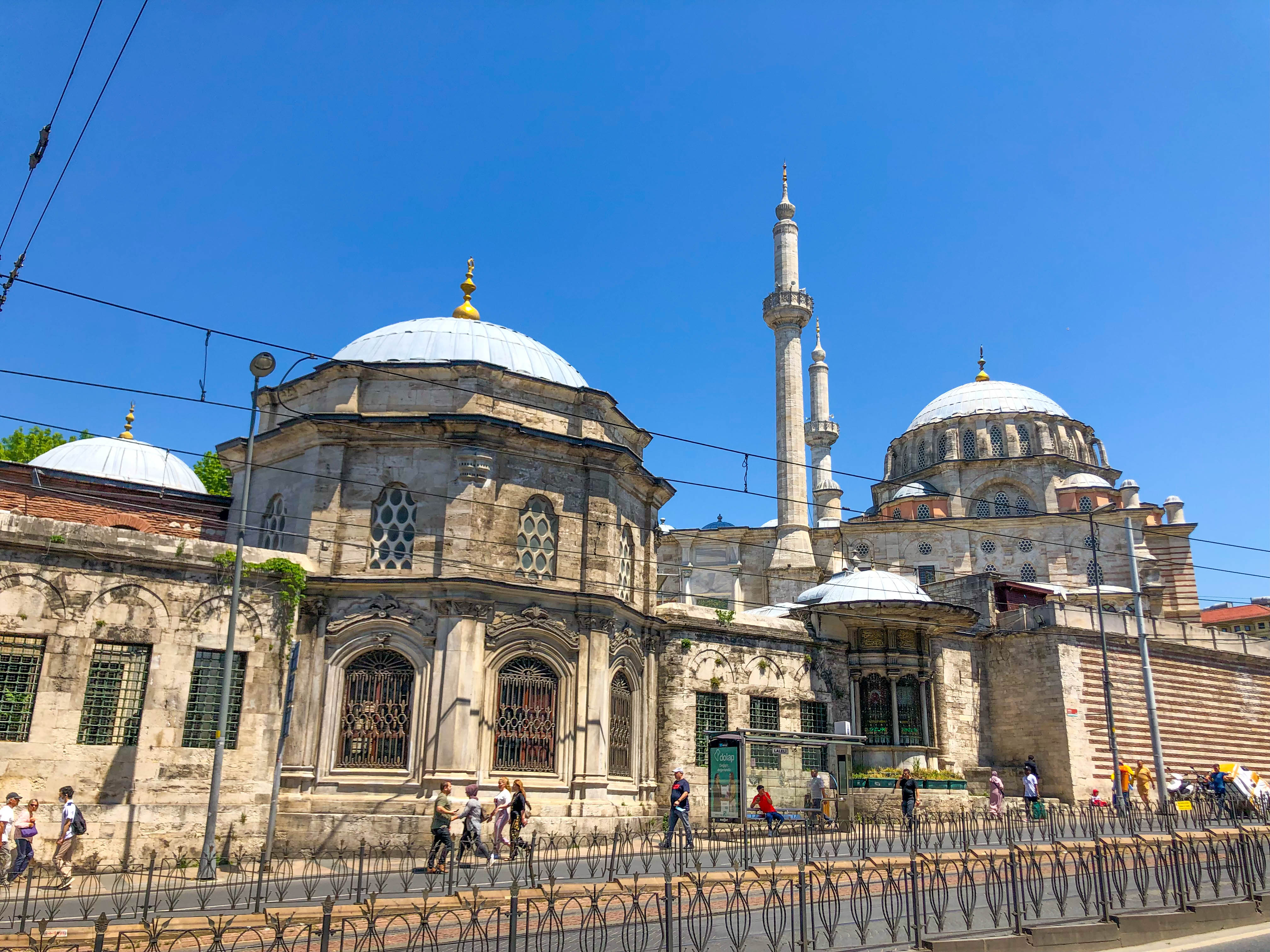
Tomba di Mustafa III e la Moschea di Laleli su Ordu Caddesi a Laleli

Laleli (che in turco significa "Il luogo dei tulipani") è un quartiere (in turco semt) di Fatih, situato a Istanbul, in Turchia. Esso si trova fra i quartieri di Beyazıt e Aksaray. È noto per il grande commercio all'ingrosso di tessuti e ospita le Facoltà di Lettere e di Scienze dell'Università di Istanbul, progettate da Sedad Hakkı Eldem e Emin Onat negli anni Quaranta del novecento. 

## Architettura
Il monumento storico più importante di Laleli è la Moschea di Laleli, opera dell'architetto Mehmed Tahir Ağa, costruita originariamente nel 1760. Fu costruita per il sultano Mustafa III, di cui contiene la tomba. Sul lato della strada del complesso che circonda la moschea si trova un grazioso sebil o dispensario d'acqua. La moschea si trova sopra un grande seminterrato che oggi è occupato da negozi di abbigliamento.
Di fronte alla moschea si trova il complesso di Koca Ragıp Paşa, anch'esso progettato da Mehmed Tahir Ağa nel 1762. È stato sottoposto a restauro per gran parte degli anni 2010.
Nelle vie secondarie si nasconde la Moschea Bodrum, molto più antica (Mesih Paşa Cami), nata come chiesa bizantina del X secolo annessa al Palazzo del Myrelaion. Accanto ad essa si trova una cisterna sotterranea, probabilmente di data simile. Entrambe sorgono sul sito di una Rotonda perduta, risalente al V secolo, che si ritiene fosse il secondo tempio romano circolare più grande dopo il Pantheon di Roma.

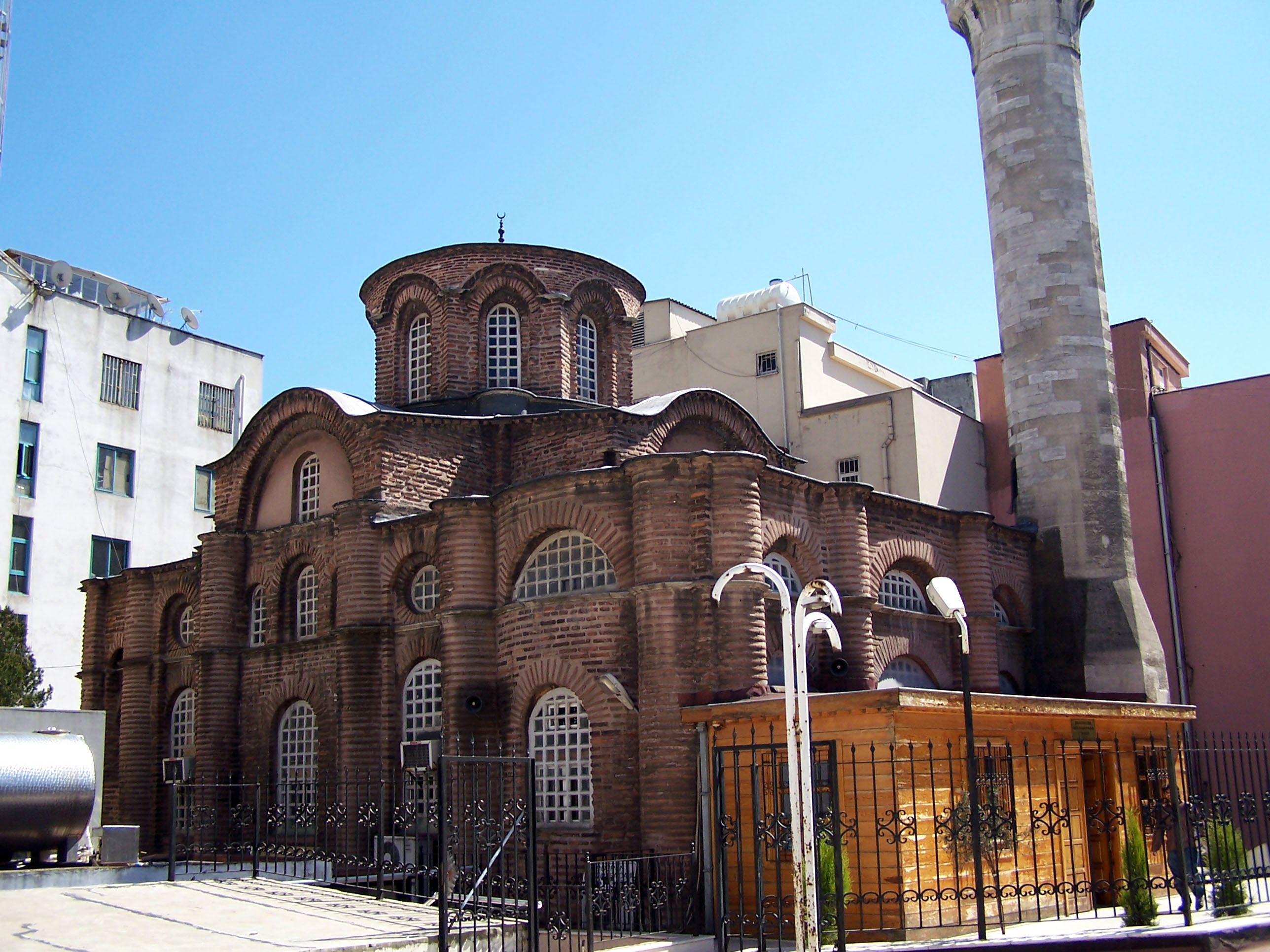
Moschea di Bodrum a Laleli

Sempre a Laleli si trova il Büyük Taş Hanı che probabilmente faceva parte del complesso della Moschea di Laleli e contiene i resti di un'altra cisterna.
Oggi un hotel, il blocco di Appartamenti Tayyare (Harikzedegen) è stato il primo edificio in cemento armato di Costantinopoli. Fu progettato dall'architetto Kemaleddin Bey per ospitare gli sfollati dell'incendio di Fatih del 1918.

## Economia
A Laleli si svolge il cosiddetto “commercio delle valigie”, in cui acquirenti provenienti dall 'ex Unione Sovietica si procurano merci da vendere nei bazar e nelle boutique in patria. Il commercio è uno dei legami più forti tra Istanbul e l'ex mondo sovietico, con legami culturali che crescono insieme alle relazioni economiche. Il mercato più importante per il commercio di Laleli è la Russia, seguita da Ucraina, Kazakistan e Uzbekistan.

## Trasporti
Laleli è servito da una fermata della linea tranviaria T1 che corre lungo Ordu Caddesi.